# Catete

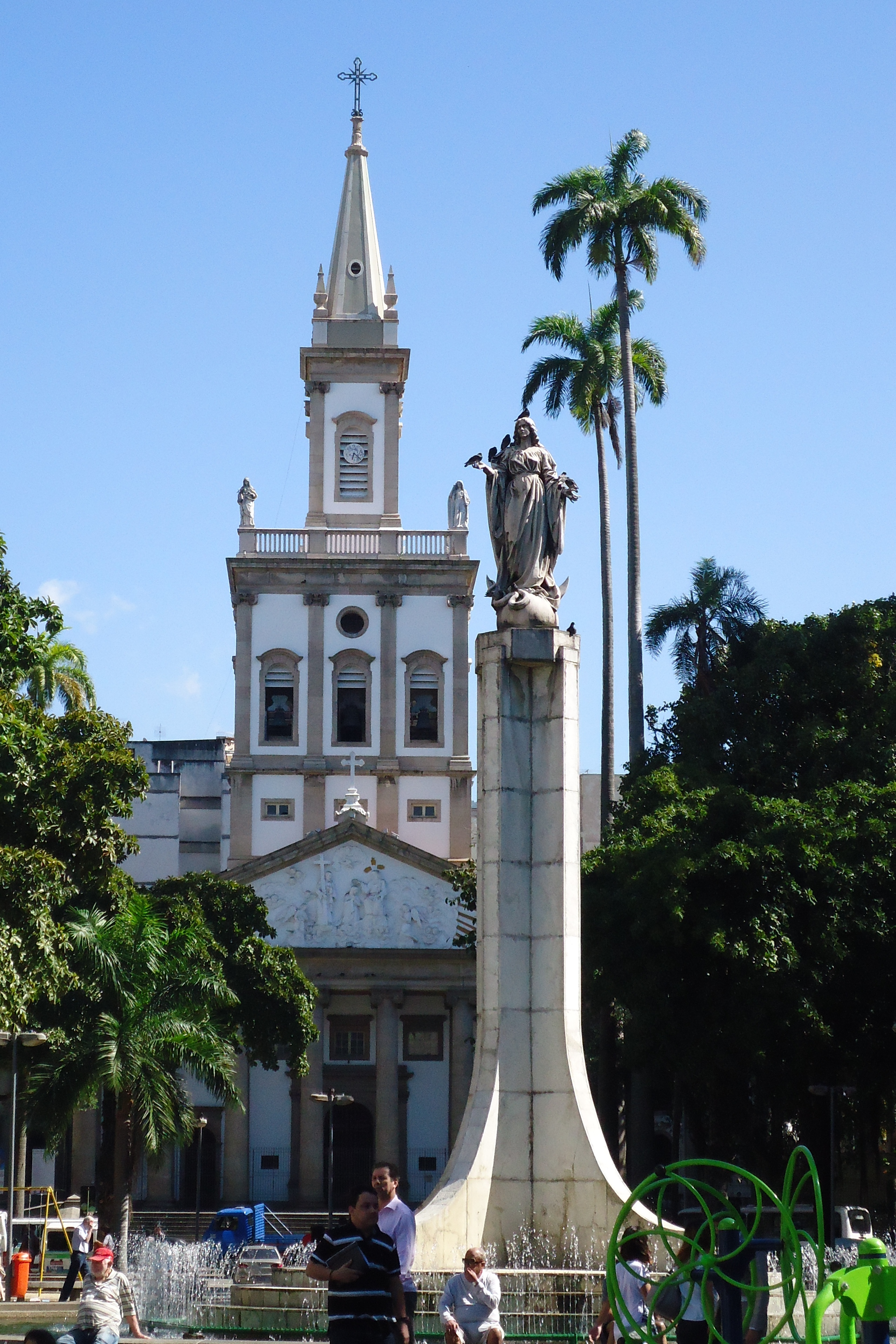
Largo do Machado i Catete

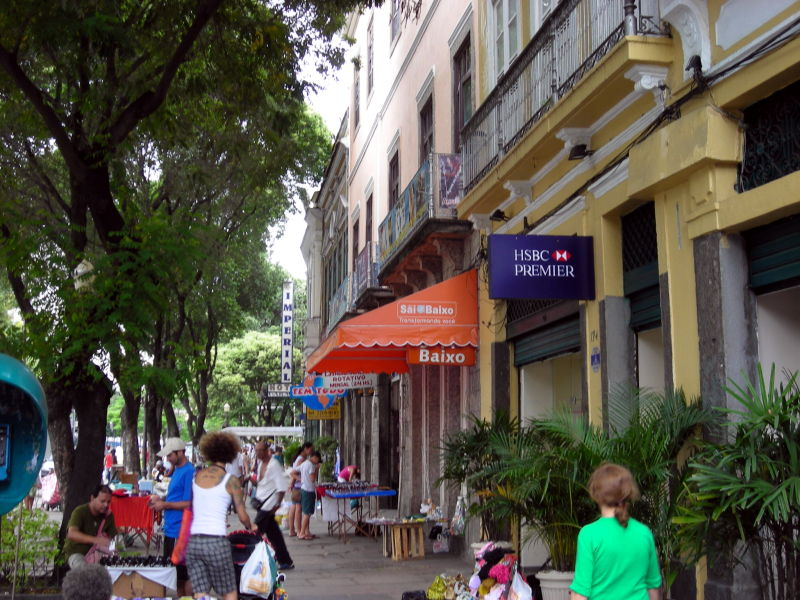
Rua do Catete

Catete är en stadsdel i Rio de Janeiro, Brasilien. Catete har flera historiska byggnader från kolonialperioden och var en av de noblaste stadsdelarna under denna tid. 
Det finns mycket kommersiell verksamhet i stadsdelen speciellt vid torget Largo do Machado. 
I Catete ligger två tunnelbanestationer: Catete och Largo do Machado.